# Пресновский район
Пресно́вский райо́н — административная единица на севере Казахской АССР, Казахской ССР и Казахстана в составе Петропавловского округа, Карагандинской и Северо-Казахстанской областей, существовавшая в 1928—1997 годах.

## История
Пресновский район был образован в составе Кзыл-Джарского (Петропавловского) округа Казахской АССР согласно Постановлению Президиума ВЦИК СССР от 3 сентября 1928 года. Центром района стало село Пресновское. После упразднения округов 17 декабря 1930 года район перешёл в республиканское подчинение Казахской АССР.
С образованием 10 марта 1932 года в Казахской АССР областей Пресновский район вошёл в состав Карагандинской области (с областным центром в городе Петропавловск).
29 июля 1936 года согласно Постановлению Президиума ВЦИК СССР Пресновский район вошёл в состав новообразованной Северо-Казахстанской области Казахской АССР (с 5 декабря 1936 года — Казахской ССР).
23 мая 1997 года Постановлением Правительства Республики Казахстан № 865 Пресновский район упразднён. Его территория была включена в состав Жамбылского района Северо-Казахстанской области.

## Население
| 1939   | 1959   | 1970   | 1979   | 1989   |
| ------ | ------ | ------ | ------ | ------ |
| 36 601 | 44 939 | 45 513 | 25 484 | 24 449 |

По данным переписи 1939 года, национальный состав района был таков: русские — 49,2 %, казахи — 29,1 %, украинцы — 18,2 %.